# Tango i Cash
Tango i Cash (ang. Tango & Cash) – amerykańska komedia sensacyjna z 1989 roku w reżyserii Andrieja Konczałowskiego, z Sylvestrem Stallone i Kurtem Russellem w rolach tytułowych.
Film nominowano do antynagrody Złotej Maliny w trzech kategoriach.

## Fabuła
Tango to elegancki policjant intelektualista, noszący drogie garnitury. Cash jest jego przeciwieństwem. Szef mafii Yves Perret postanawia zemścić się na nich za przeszkadzanie w interesach. Nie chce ich zabić, lecz upokorzyć. Nakazuje współpracownikowi, Requinowi, ściągnąć policjantów w pułapkę. Zostają oskarżeni o zamordowanie agenta FBI. Skazani trafiają do tego samego więzienia, skąd udaje im się uciec. Postanawiają rozprawić się z ludźmi, którzy wrobili ich w morderstwo. Docierają do pewnego skorumpowanego agenta FBI.

## Obsada
- Sylvester Stallone – Raymond „Ray” Tango
- Kurt Russell – Gabriel „Gabe” Cash
- Teri Hatcher – Katherine „Kiki” Tango
- Jack Palance – Yves Perret
- Brion James – Courier/Requin
- James Hong – Quan
- Marc Alaimo – Lopez
- Michael J. Pollard – Owen
- Robert Z’Dar – Face/Trucker
- Lewis Arquette – Wyler
- Eddie Bunker – kapitan Holmes
- Roy Brocksmith – agent federalny Davis
- Richard Fancy – Nolan
- Michael Jeter – Skinner
- Clint Howard – Slinky
- Patti Davis – reporterka
- Glenn Morshower – współpracownik
- Geoffrey Lewis – kapitan Schroeder (poza czołówką)

## Produkcja
Zdjęcia kręcono w Los Angeles i Mansfield (Ohio).

## Muzyka
Pomimo wykorzystania w filmie przebojowych piosenek, w wykonaniu m.in. Yazoo, Alice'a Coopera i Bad English, nie opublikowano ścieżki muzycznej z tego filmu. Także elektroniczna muzyka ilustracyjna, autorstwa Harolda Faltermeyera nie była oficjalnie dostępna. Przez lata w sieci krążył bootleg, zawierający kompilację piosenek i tematów instrumentalnych, zgranych bezpośrednio z filmu i zawierających fragmenty dźwięku filmowego. Dopiero w 2007 roku wytwórnia La-La Land Records opublikowała płytę z muzyką Harolda Faltermeyera w limitowanym nakładzie 3000 sztuk.